# 청주 탑리 석조약사여래좌상
청주 탑리 석조약사여래좌상은 충청북도 청주시 청원구에 있다. 2015년 4월 17일 청주시의 향토유적 제124호로 지정되었다.

## 개요
고려시대 약사여래좌상으로 청주지역 불교사 연구에 귀중한 자료이다.